# Ralph Boston
Ralph Harold Boston (ur. 9 maja 1939 w Laurel, zm. 30 kwietnia 2023 w Peachtree City) – amerykański lekkoatleta, specjalista skoku w dal, trzykrotny medalista olimpijski, rekordzista świata.

## Kariera
Startował w trzech edycjach letnich igrzysk olimpijskich, za każdym razem zdobywając medal. Podczas XVII Letnich Igrzysk Olimpijskich Rzym 1960 został mistrzem olimpijskim z wynikiem 8,12 m. Podczas XVIII Letnich Igrzysk Olimpijskich Tokio 1964 zdobył srebrny medal z rezultatem 8,02 m (wygrał reprezentant Wielkiej Brytanii Lynn Davies), a podczas XIX Letnich Igrzysk Olimpijskich Meksyk 1968 zdobył brązowy medal z wynikiem 8,16 m (zwyciężył wówczas Robert Bob Beamon).
Dwukrotnie zwyciężył w igrzyskach panamerykańskich: w 1963 w São Paulo  i w 1967 w Winnipeg. Dodatkowo podczas igrzysk rozegranych w 1963 zajął 4. miejsce w skoku wzwyż.
Ralph Boston sześciokrotnie poprawiał rekord świata w skoku w dal. W 1960 poprawił mający 25 lat rekord należący wówczas do Jesse Owensa (który wynosił 8,13 m) uzyskując 8,21 m. Po raz ostatni ustanowił rekord świata w 1965 w Modesto rezultatem 8,35 m. Rekord ten przetrwał do legendarnego skoku oddanego przez Roberta Boba Beamona podczas XIX Letnich Igrzysk Olimpijskich w Meksyku.
W 1961 został wybrany Lekkoatletą Roku miesięcznika Track & Field News.
Sześciokrotnie zdobywał mistrzostwo Stanów Zjednoczonych (Amateur Athletic Union) w skoku w dal (w latach 1961-1966), a także akademickie mistrzostwo Stanów Zjednoczonych (National Collegiate Athletic Association) w 1960. Był również mistrzem Stanów Zjednoczonych (Amateur Athletic Union) w hali w skoku w dal w 1961 oraz w biegu na 60 jardów przez płotki w 1965. Zakończył karierę krótko po igrzyskach olimpijskich w Meksyku.
Zmarł 30 kwietnia 2023, krótko po tym, jak doznał udaru mózgu.